# Покровська церква (Лебедин)
Покровська церква у Лебедині — пам'ятка архітектури місцевого значення (№ 101-См/210). Знаходиться за адресою вул. Покрівська, 44. Точна дата спорудження невідома, однак згадки в архівних документах дають можливість припускати, що з'явилася вона у 18 столітті.

## Опис
Однобанний кам'яний храм був збудований у 18 столітті у західній частині околиці міста. Точної дати споруди невідомо, однак за даними в архівних документах випливає, що в 1777 році вона вже підлягала ремонту.
У 1875 році була перебудована за проектом архітектора Ф. Данилова. За радянських часів церкву закрили і покинули. В 1986 році від зносу церкву врятували Т. І. Капран та В. М. Лобінцев.
Храм збудований з цегли, однокупольний, має кубічний центральний обсяг, прямокутну вівтарну апсиду і такі ж за формою та розміром притвор.
До церкви прибудована дзвіниця. Центральний обсяг по фасаду двоповерховий. Вікна прямокутні з лучковими перемичками. Південний і північний фасади по центру мають додаткові входи з полу колонками, які мають фігурні фронтончики.
Всі кути будівлі акцентовані рустованими пілястрами. З центру похилого даху виростає квадратна в плані підстава, на якій височіє циліндричний барабан зі сплюсненим місяцеподібним куполом.
Дзвіниця представляє собою восьмерик з прорізами по сторонах світу, що завершуються високим шатром в оточенні кокошників. Стильова єдність з Вознесенською церквою, що простежується в формах і деталях, дає підставу припускати, що обидві церкви виконані одним автором.
| Церква (споруда) | Це незавершена стаття про церковну будівлю. Ви можете допомогти проєкту, виправивши або дописавши її. |